# Drawn butter

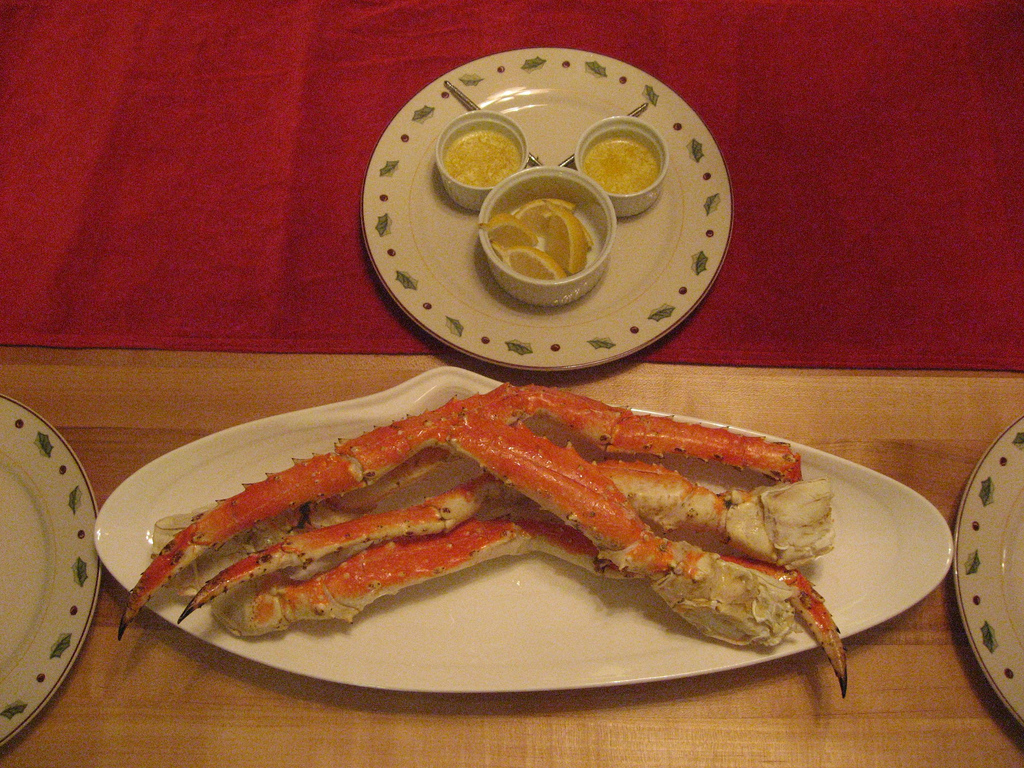
Drawn butter (arriba), limón y patas de cangrejo.

La drawn butter es una receta de mantequilla, normalmente clarificada. Parece haber cierta discusión sobre si es necesario que la mantequilla sea clarificada para considerarla drawn butter, o basta con derretirla retirando la espuma de la superficie, o incluso simplemente fundirla. La mayoría de expertos culinarios aplican el término a la clarificada.
La drawn butter se sirve típicamente para sazonar el marisco cocinado sin empanar.